# Wereldkampioenschappen moderne vijfkamp 1999
De wereldkampioenschappen moderne vijfkamp 1999 werden gehouden in Boedapest in Hongarije.

## Medailles

### Mannen
| Onderdeel   | Goud | Goud                                     | Zilver | Zilver                                                     | Brons | Brons                                              |
| ----------- | ---- | ---------------------------------------- | ------ | ---------------------------------------------------------- | ----- | -------------------------------------------------- |
| Individueel | HUN  | Gábor Balogh                             | CZE    | Libor Capalini                                             | RUS   | Dmitri Svatkovski                                  |
| Team        | HUN  | Gábor Balogh Ákos Hanzély Péter Sárfalvi | LTU    | Edvinas Krungolcas Andrejus Zadneprovskis Eugenius Senuita | BLR   | Pavel Dovgal Andrej Smirnov Aleksandr Bysov        |
| Estafette   | HUN  | Gábor Balogh Ákos Hanzély Péter Sárfalvi | RUS    | Eduard Zenovka Denis Stojkov Roestem Sabirchoezin          | USA   | Vachtang Jagorasjvili Velizar Iliev Scott Christie |

### Vrouwen
| Onderdeel   | Goud | Goud                                                   | Zilver | Zilver                                           | Brons | Brons                                           |
| ----------- | ---- | ------------------------------------------------------ | ------ | ------------------------------------------------ | ----- | ----------------------------------------------- |
| Individueel | HUN  | Zsuzsanna Vörös                                        | RUS    | Jelizabeta Soevorova                             | GER   | Kim Raisner                                     |
| Team        | RUS  | Jelizabeta Soevorova Marina Kolonina Tatjana Moeratova | GBR    | Kate Allenby Sian Lewis Stephanie Cook           | ITA   | Fabiana Fares Claudia Cerutti Federica Foghetti |
| Estafette   | GBR  | Stephanie Cook Georgina Harland Sian Lewis             | ITA    | Emanuela Gabella Fabiana Fares Federica Foghetti | BLR   | Galina Bašlakova Zjanna Sjoebenok Anna Vnoekova |

### Medaillespiegel
| Plaats | Land                | Goud | Zilver | Brons | Totaal |
| 1      | Hongarije           | 4    | 0      | 0     | 4      |
| 2      | Rusland             | 1    | 2      | 1     | 4      |
| 3      | Verenigd Koninkrijk | 1    | 1      | 0     | 2      |
| 4      | Italië              | 0    | 1      | 1     | 2      |
| 5      | Tsjechië            | 0    | 1      | 0     | 1      |
|        | Litouwen            | 0    | 1      | 0     | 1      |
| 7      | Wit-Rusland         | 0    | 0      | 2     | 2      |
| 8      | Duitsland           | 0    | 0      | 1     | 1      |
|        | Verenigde Staten    | 0    | 0      | 1     | 1      |
| Totaal | Totaal              | 6    | 6      | 6     | 18     |